# Жемчужников, Аполлон Аполлонович
Аполло́н Аполло́нович Жемчу́жников (1798—11 октября 1848) — русский генерал, участник Туркестанских походов.

## Биография
Аполлон Жемчужников родился в 1798 году, сын генерала Аполлона Степановича Жемчужникова и Анны Ивановны Типольд.
В службу вступил 26 марта 1815 году колонновожатым в свиту Его Императорского Величества по квартирмейстерской части; был выпущен из московского училища колонновожатых в 1817 году под порядковым № 19.
Во время турецкой войны (1828—1829 гг.) находился в походе в Европейскую Турцию и участвовал в осаде крепости Варны.
В 1830 году Жемчужников был командирован в Отдельный Оренбургский корпус, в 1831 году — произведён в полковники и назначен обер-квартирмейстером при Отдельном Оренбургском корпусе.
Одиннадцать лет А. А. Жемчужников прослужил в Средне-Азиатских владениях, и в течение всего этого времени полем его деятельности была преимущественно Киргизская степь. Здесь он производил расследования, технические и топографические работы; принимал участие в закладке Константиновского и Николаевского укреплений и устройстве главного складочного пункта для Хивинской экспедиции 1839 года; производил съемку пространства между Орской, Уртазымской и Каракульской крепостями и между верхними притоками р. Эмбы, песками Большие Барсуки, Аральским морем, долиною Мони и р. Четырле, а также главных путей от реки Эмбы по долинам рек: Сайца, Уила, Киила, Джангирлау, Хобды и Ора.
14 апреля 1840 года был произведён в генерал-майоры.
8 апреля 1841 года назначен Начальником штаба Отдельного Сибирского корпуса.
Аполлон Аполлонович Жемчужников скоропостижно скончался в городе Омске 11 октября 1848 года.

## Награды
- 1 января 1847 г. награждён орденом св. Георгия 4-й степени (№ 7538 по списку Григоровича — Степанова).
- Также награждён другими орденами.

## Источник
- Н. З. Жемчужников, Аполлон Аполлонович // Русский биографический словарь : в 25 томах. — СПб.—М., 1896—1918.
- Степанов В. С., Григорович П. И. В память столетнего юбилея императорского Военного ордена Святого великомученика и Победоносца Георгия. (1769—1869). СПб., 1869
- Государственный Исторический архив Омской области. Ф. 16 оп. 2 д. 259  л. 121